# Milena Lukešová
Milena Lukešová (leánykori nevén: Kořínková, Choceň, 1922. június 16. – Litomyšl, 2008. július 28.) cseh írónő.

## Életrajza
Vasutas családban született. 1941-ben érettségizett Litomyšlben. 1945-től a prágai Károly Egyetemen tanult angolt és filozófiát, 1952-ben szerezte meg a doktorátusát. A második világháború után fordítóként és tanárként dolgozott. 1961-től egy cseh gyermekkönyv-kiadónál volt szerkesztő. Élete utolsó évtizedét az Amerikai Egyesült Államokban töltötte fiával. Számtalan cseh gyermekkönyv szerzője, sokat fordított oroszból is.

## Családja
Bátyja, Ladislav Brom (1908-1969) forgatókönyvíró, rendező és producer; fia, Igor Lukeš (sz. 1950) a nemzetközi kapcsolatok professzora a Boston University-n.

## Művei
- Pozor, volám všechny hračky (1965)
- Kdo chce koťátko (1966)
- Big beat a aritmetika aneb Kostkovaný ideály (1967)
- Paví očko, dobrý den (1968)
- Bačkůrky z mechu (1968)
- Marek kouká po světě (1971)
- Katka volá na zvířátka (1971)
- Oslíčkové (1972)
- La petite fille et le papillon (1973)
- Knížka pro Lucinku (1973)
- Holčička a déšť (1974)
- Zlatohlávek (1975)
- Jakub a babí léto (1976)
- Velká obrazová knížka pro malé děti (1976)
- Já jsem přece Kateřina (1976)
- Bílá zima (1978)
- Zimní knížka pro Lucinku (1978)
- Čí je tohle den (1978)
- Čáp (1979)
- Jak je bosé noze v rose (1981)
- Neuleť, ptáčku (1981)
- Velká obrázková knížka o zvířatech (1981)
- Kamkánek (1982)
- Moje zvířata (1983)
- Obr-Dobr, Pejsánek a ztracený dům (1983)
- Motýl pro tebe (1983)
- Kde dávají sloni dobrou noc (1984)
- Nahej v trní (1985)
- Klára a skorodům (1986)
- Jozífek a ryby (1986)
- Adélka byla nemocná (1989)
- Jak si uděláme zeměkouli (1992)
- Jak to chodí na světě (2002)

## Magyarul megjelent művei
- Egy kiscica kalandjai; rajz Helena Zmatliková, ford. Fazekas László; Mladé letá–Móra, Bratislava–Bp., 1974
- Picilány meg az eső; rajz Jan Kudláček, ford. Sebők Éva; Móra, Bp., 1977
- Picilány és a pillangó; rajz Jan Kudláček, ford. Sebők Éva; Artia, Praha, 1978
- A fehér tél; rajz Jan Kudláček, ford. F. Kováts Piroska; Madách, Bratislava, 1981
- Marci és az őszi erdő; rajz Jan Kudláček, ford. F. Kováts Piroska; Madách, Bratislava, 1982
- Jó reggelt, Aranyhajú!; ill. Jan Kudláček, ford. Illés Anna; Madách, Bratislava, 1983
- Milena Lukešová–Bohumil Říha: Állatvilág képekben; ill. Jan Kudlaček, ford. Sebők Éva, Kulcsár Ferenc; Madách, Bratislava, 1985
- Akaromka; rajz. Jitka Walterová, ford. Cséfalvay Eszter; Madách, Bratislava, 1986